# Stenume karnyi
Stenume karnyi är en insektsart som först beskrevs av Baker 1927.  Stenume karnyi ingår i släktet Stenume och familjen Flatidae. Inga underarter finns listade i Catalogue of Life.